# André Isoré
Pour les articles homonymes, voir Isoré.
André Isoré est un homme politique français né le 14 juin 1891 à Dunkerque (Nord) et mort le 12 février 1968 à Paris, député de 1936 à 1940, hostile à Pétain.

## Biographie
André Isoré fait des études de droit à la faculté de Lille. Après sa licence de droit et le titre de Lauréat de la faculté de Lille et de Paris,  il est mobilisé pendant la Première Guerre mondiale. Retourné à la vie civile, il termine ses études et soutient sa thèse de doctorat le 15 mars 1919, sous la direction du Pr Piedelievre consacrée à La guerre et la condition privée de la femme. En 1919, il s’inscrit au barreau de Paris. En 1920 et 1922, André Isoré est candidat à l'agrégation de droit privé et de sciences criminelles.
Lors des élections législatives de 1932, il est candidat malheureux du Parti radical dans la circonscription de Saint-Omer. En 1936, il est élu député. Il indique dans sa profession de foi qu’il entend « sauver la République en défendant la souveraineté du peuple, les institutions parlementaires, l’indépendance et la laïcité de l’État, et combattre le fascisme ».
Le 9 juillet 1940, André Isoré dépose, avec vingt-six autres parlementaires radicaux — dont Vincent Badie, Octave Crutel et Jean Odin —, une motion hostile au principe d’une révision constitutionnelle, mais en vain. Le 10 juillet 1940, il vote contre les pleins pouvoirs à Philippe Pétain.
Il fait partie de la Résistance pendant l'Occupation et devient, après la Libération, délégué du Parti radical à l'Assemblée consultative provisoire. Sa candidature à l'Assemblée constituante de 1946 en tant que représentant du Rassemblement des gauches républicaines échoue en 1946. Il reprend ensuite son activité d'avocat.

## Source
- « André Isoré », dans le Dictionnaire des parlementaires français (1889-1940), sous la direction de Jean Jolly, PUF, 1960 [détail de l’édition]
- Pierre Miquel, Les quatre-vingts, éditions Fayard, 1995,  (ISBN 2-213-59416-3)
- Jean Odin, Les Quatre-vingts, FeniXX réédition numérique, 1996, 232 p. (ISBN 978-2-40207-154-3)